# KetnetKick
KetnetKick  was een interactief 3D-computerspel ontwikkeld door Ketnet, dat verkrijgbaar was op cd-rom.
KetnetKick is het eerste crossmediale "PC2TV"-product van de VRT (van pc naar tv en omgekeerd). Het is een multimedia-applicatie voor pc waarmee kinderen vanaf 6 jaar spelenderwijs vertrouwd kunnen raken met de interactiviteit tussen pc/internet en tv.
KetnetKick staat voor Ketnet Interactive Community voor Kinderen en is een virtueel platform om op termijn een interactieve kindercommunity op te bouwen rond vier centrale elementen: spelen, creëren, communiceren en informeren. In virtuele 3D-studio's kunnen spelers onder meer muziek componeren, dansjes improviseren, tekeningen maken,een racebaan bouwen en spelletjes spelen. Die creaties werden gebruikt in de uitzendingen van Ketnet. Zo konden kinderen actief deelnemen aan Ketnet-tv. Vier jaar na de lancering van het eerst game lanceerde Ketnet in 2008 KetnetKick 2. Sindsdien werden de updates en ondersteuning voor de eerste KetnetKick stopgezet. Er werd nog een laatste update uitgebracht waardoor het spel speelbaar is zonder breedband internet en spelers niet langer creaties kunnen versturen naar Ketnet. 

## Stemmencast
Verscheidene Ketnet-wrappers hebben stemmenwerk gedaan voor de game:
- Staf Coppens
- Sofie Van Moll
- Aron Wade
- Jelle Cleymans
- Erika Van Tielen
- Kobe Van Herwegen